# Platysepalum vanderystii
Platysepalum vanderystii är en ärtväxtart som beskrevs av De Wild. Platysepalum vanderystii ingår i släktet Platysepalum och familjen ärtväxter. Inga underarter finns listade i Catalogue of Life.